# Ланская (станция)
Ланска́я — узловая железнодорожная станция в историческом районе Ланская на двухпутном электрифицированном участке Выборгского направления Октябрьской железной дороги между Финляндским вокзалом и платформой Удельная. Также от станции отходят однопутная (два пути идут только до следующей станции Новая Деревня) электрифицированная линия на Сестрорецк, соединяющаяся с основным направлением в Белоострове и соединительная ветвь со станцией Кушелевка (Приозерское и Ириновское направления).
На станции останавливаются все электропоезда, следующие с Финляндского вокзала в сторону Выборга и Сестрорецка, кроме скоростных.
Станция расположена на насыпи, между платформами двух направлений проходит Сердобольская улица.

## История
Станция была открыта в 1869 году в составе Финляндской железной дороги. Первое деревянное здание вокзала было спроектировано архитектором Вольмаром Вестлингом.
Новое каменное четырёхэтажное здание вокзала было построено в 1910 году финским архитектором Бруно Гранхольмом в стиле «национального романтизма». В настоящее время расположено у железнодорожной насыпи, ниже уровня полотна. Здание вокзала является памятником архитектуры регионального значения.
В 1934 году к станции подведены пути от Новой Деревни, и она стала принимать поезда на Сестрорецк.
Одновременно с электрификацией железной дороги к 4 августа 1951 года на станции были устроены высокие платформы. В тот же период рядом со станцией была построена Ланская электрическая подстанция.
В 2003 году платформы и вокзал были реконструированы.

## Описание

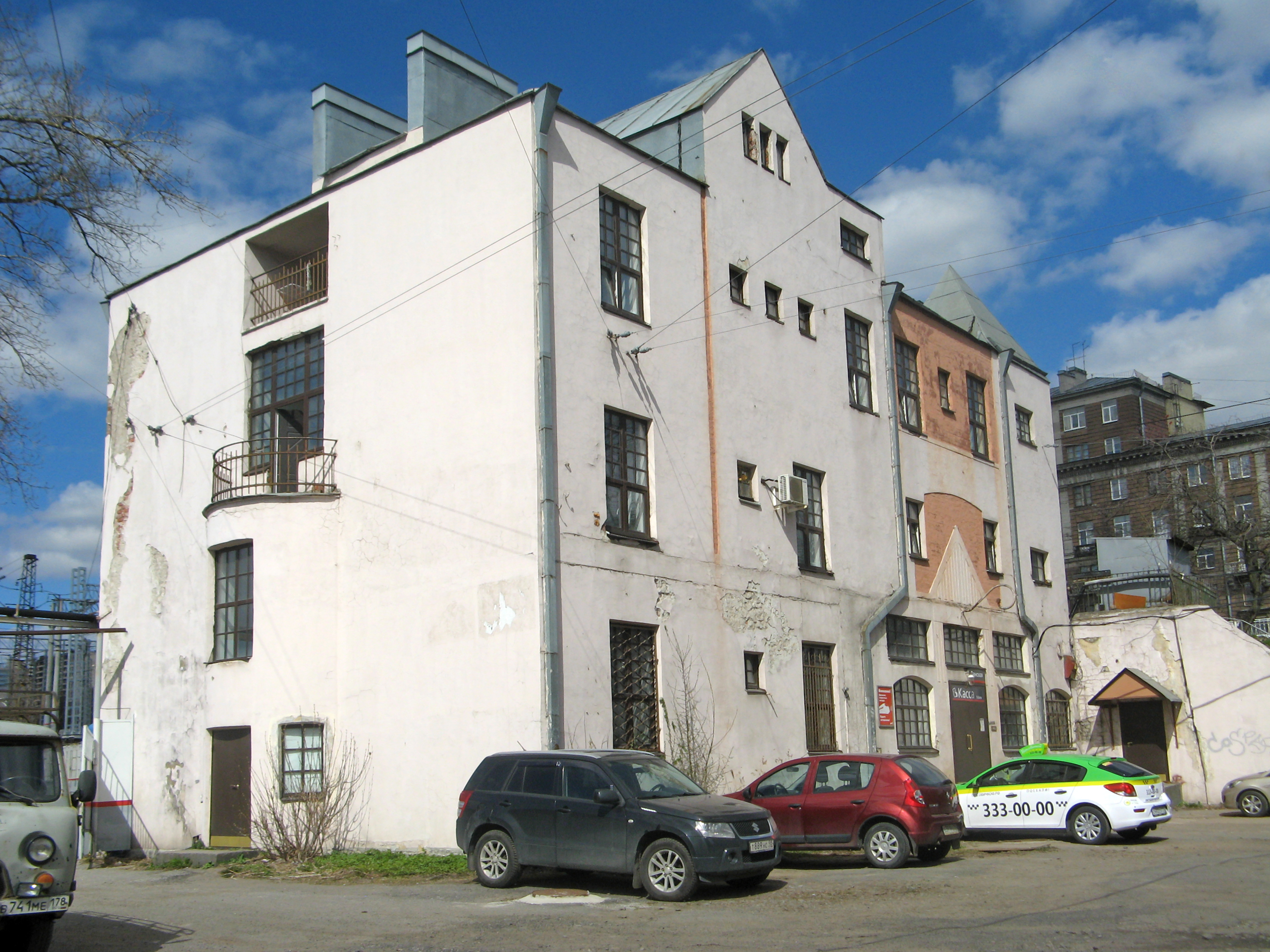
Здание вокзала

Станция расположена на насыпи, пути проходят по 2 путепроводам над Сердобольской улицей. В северной (чётной) горловине станции пути проходят по путепроводу над проспектом Испытателей и по путепроводу над Ланским шоссе. Сразу за Ланским путепроводом отходит нечётный путь на Сестрорецк, уходя вниз и проходя под главным ходом. Над Большим Сампсониевским проспектом и Институтским переулком расположены по два путепровода, два двухпутных для поездов от и на Финляндский вокзал и от и на Кушелевку, другие два однопутные только от и на Кушелевку. Есть ещё один однопутный путепровод у входного светофора со стороны Кушелевки над Земледельческой улицей.
Платформа нечётного направления (на Выборг и Сестрорецк) находится севернее путепровода над Сердобольской улицей. Севернее путепровода также примыкает чётный путь из Сестрорецка (к главному ходу он подходит ещё перед путепроводом над Ланским шоссе, и до примыкания к главному ходу идёт рядом с ним). Платформа чётного направления (на Финляндский вокзал) находится южнее путепровода.
С обеих платформ устроены лестничные спуски на тротуары Сердобольской улицы.
На станции 3 пути: два главных, на которые прибывают электропоезда и один для грузовых поездов, на него могут приниматься поезда весом до 3500 т. Этот путь отходит на Кушелевку к югу от станции.

## Фотогалерея

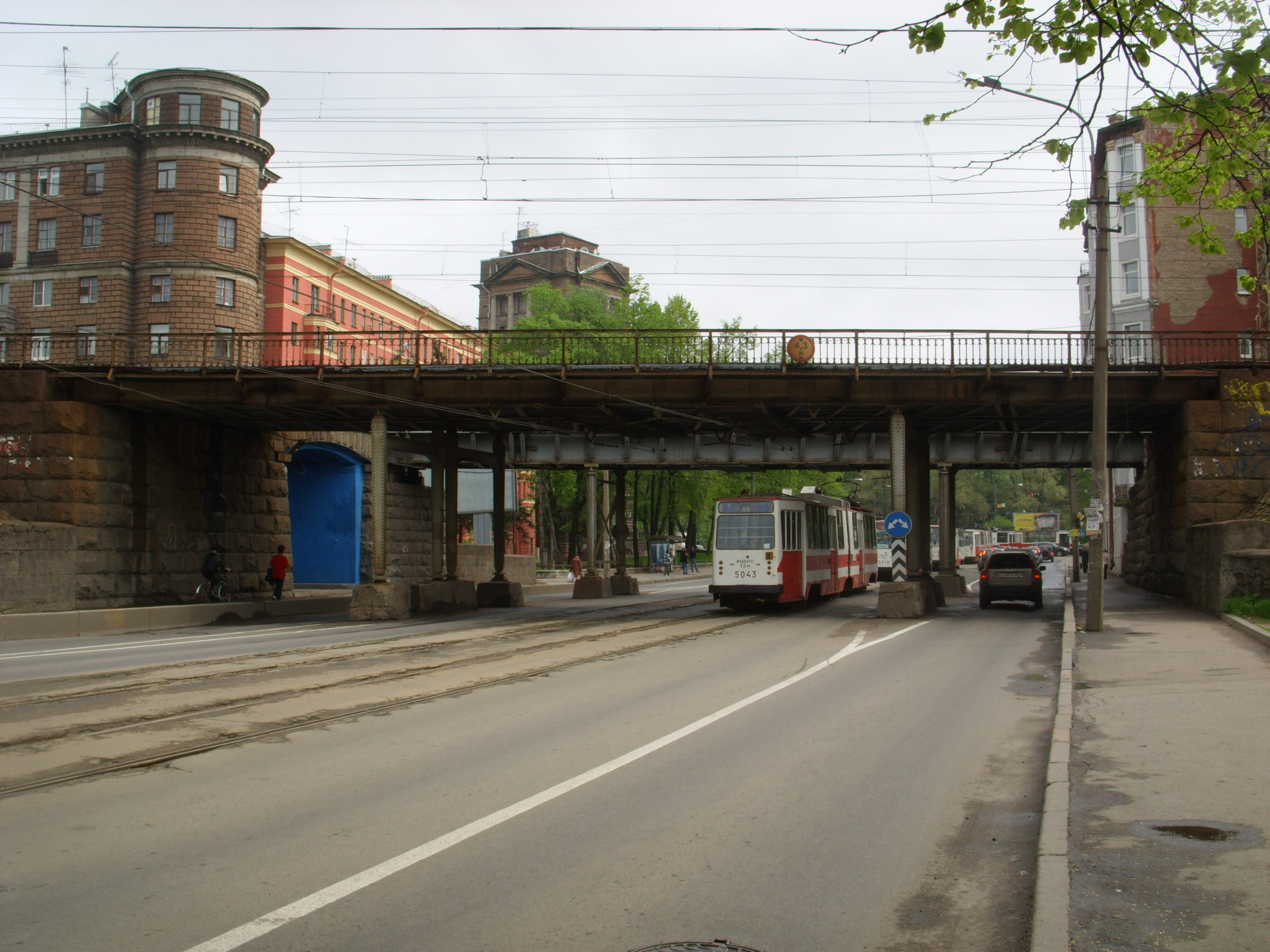
Путепровод над Сердобольской улицей
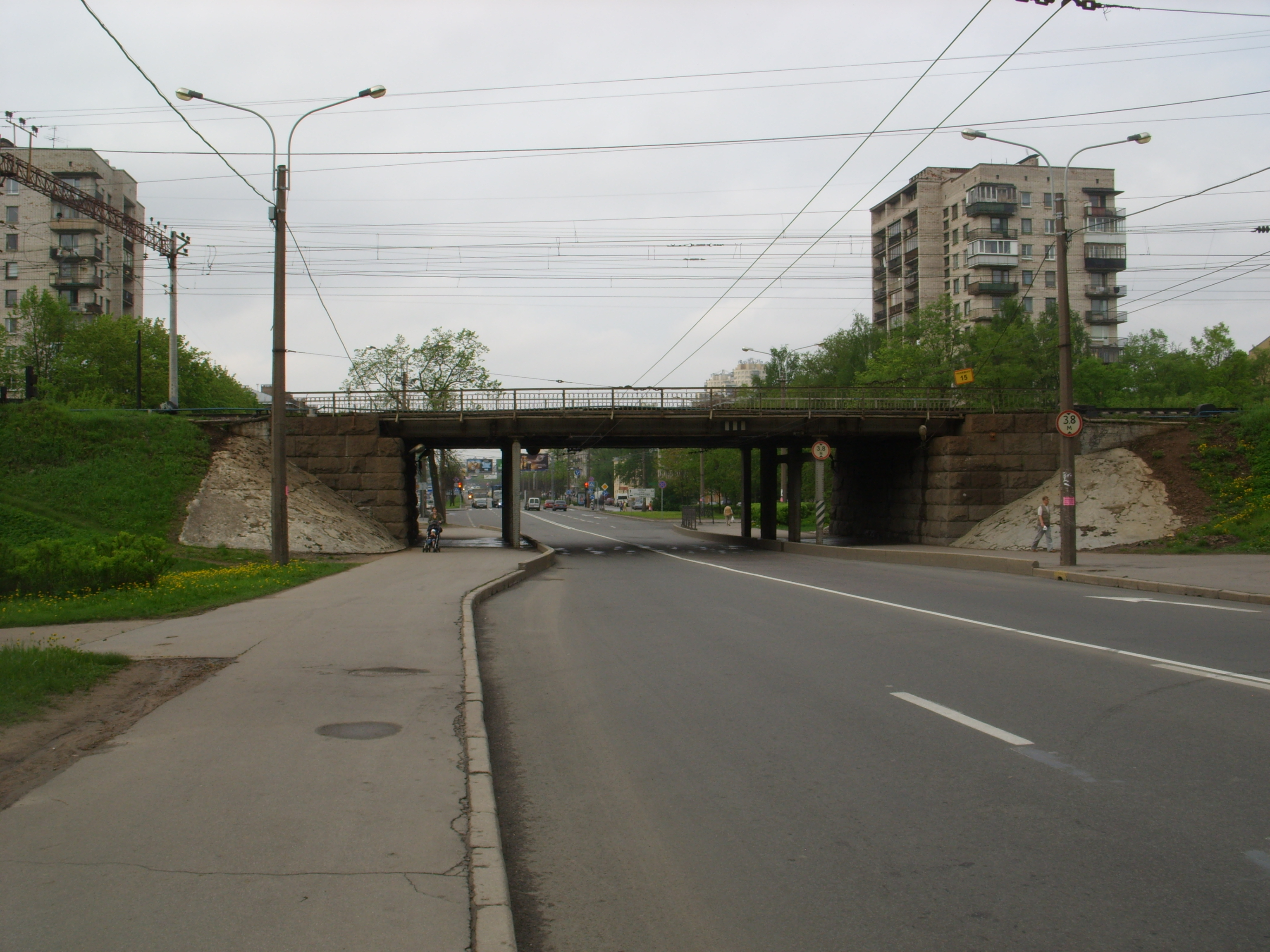
Путепровод над Ланским шоссе
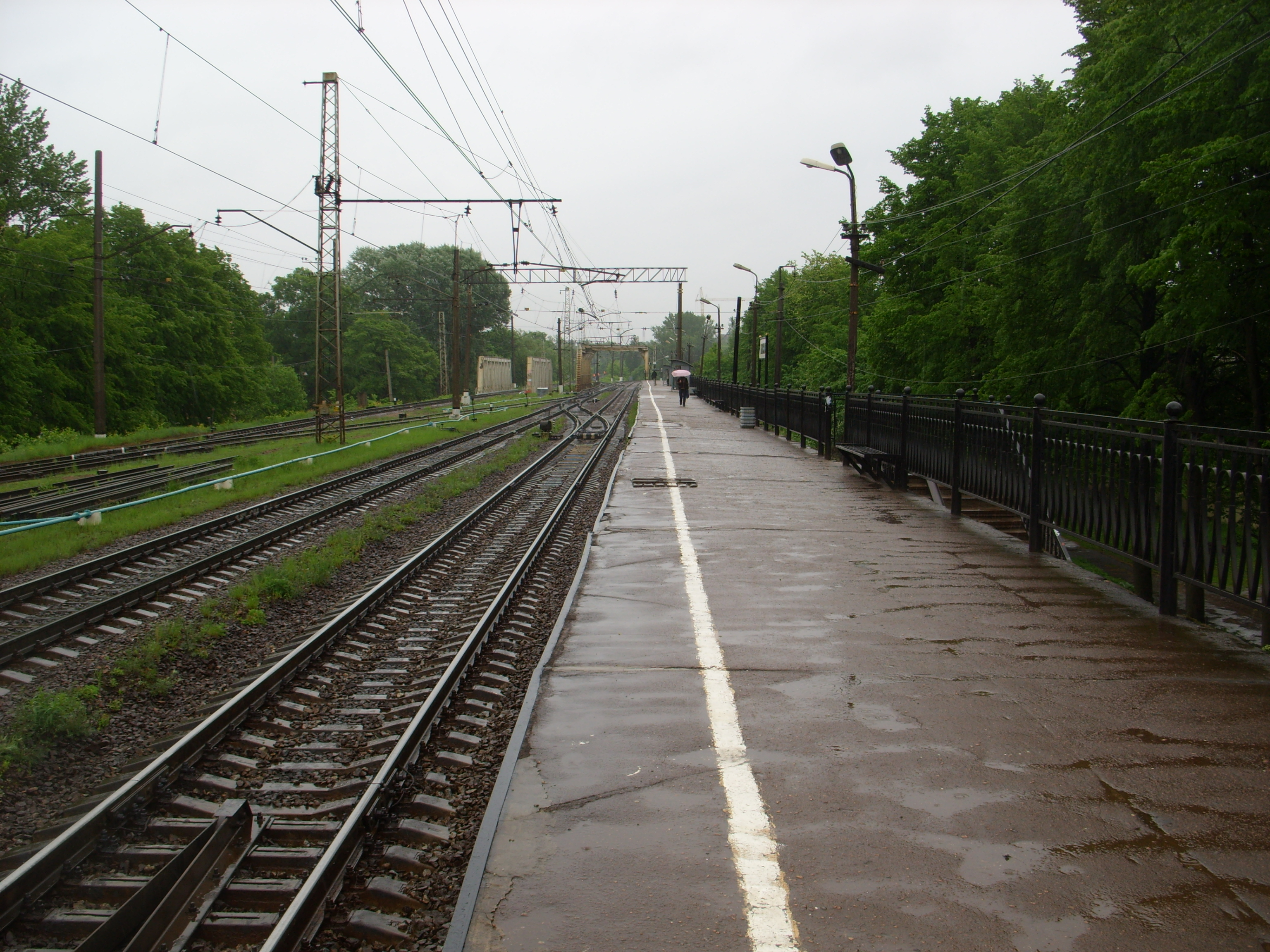
Платформа на Финляндский вокзал
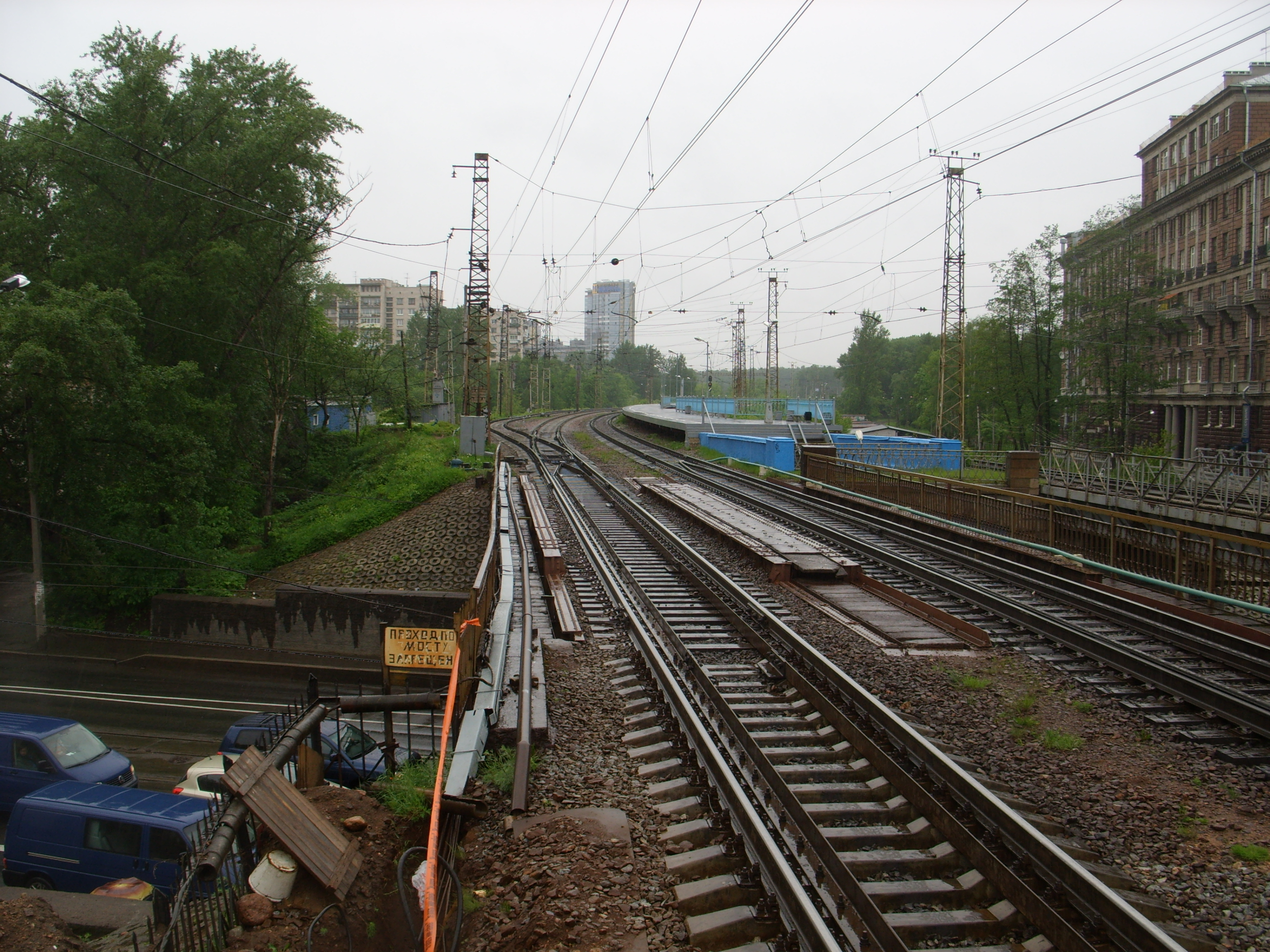
Путепровод над Сердобольской улицей и платформа на Выборг и Сестрорецк (за путепроводом)
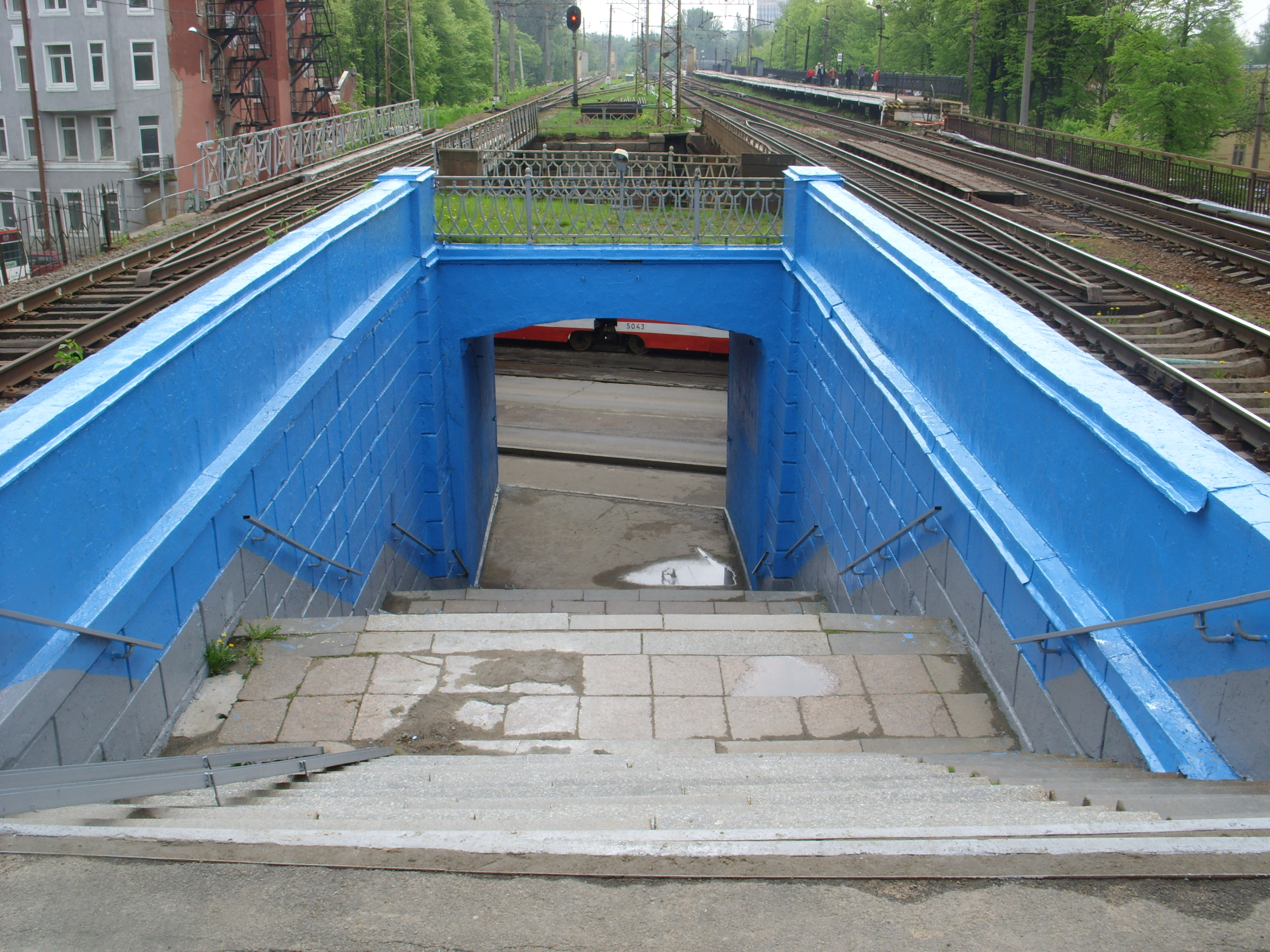
Лестничный спуск с выборгской платформы на тротуар Сердобольской улицы
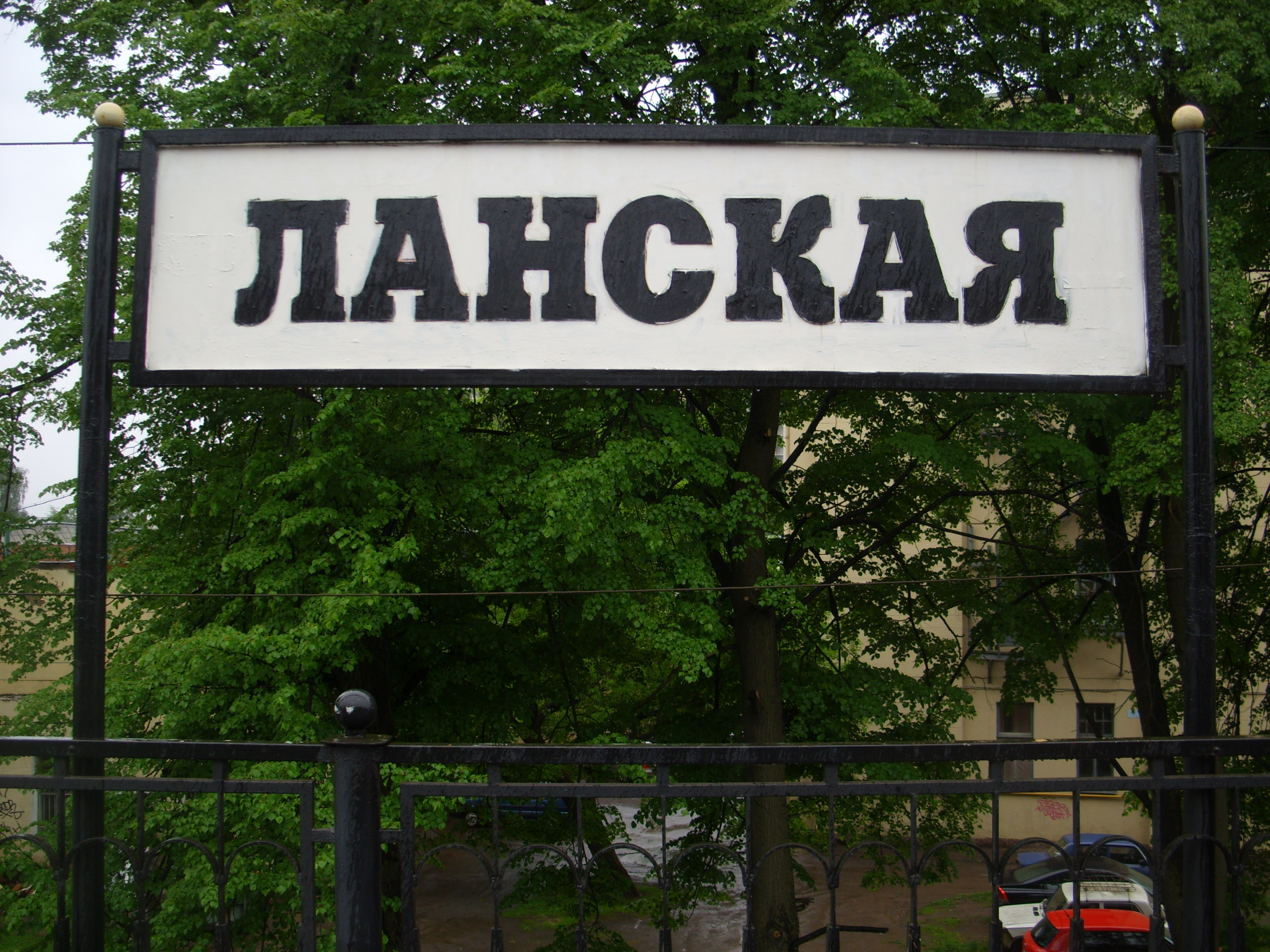
Указатель старого образца на платформе к Финляндскому вокзалу, 2010 год
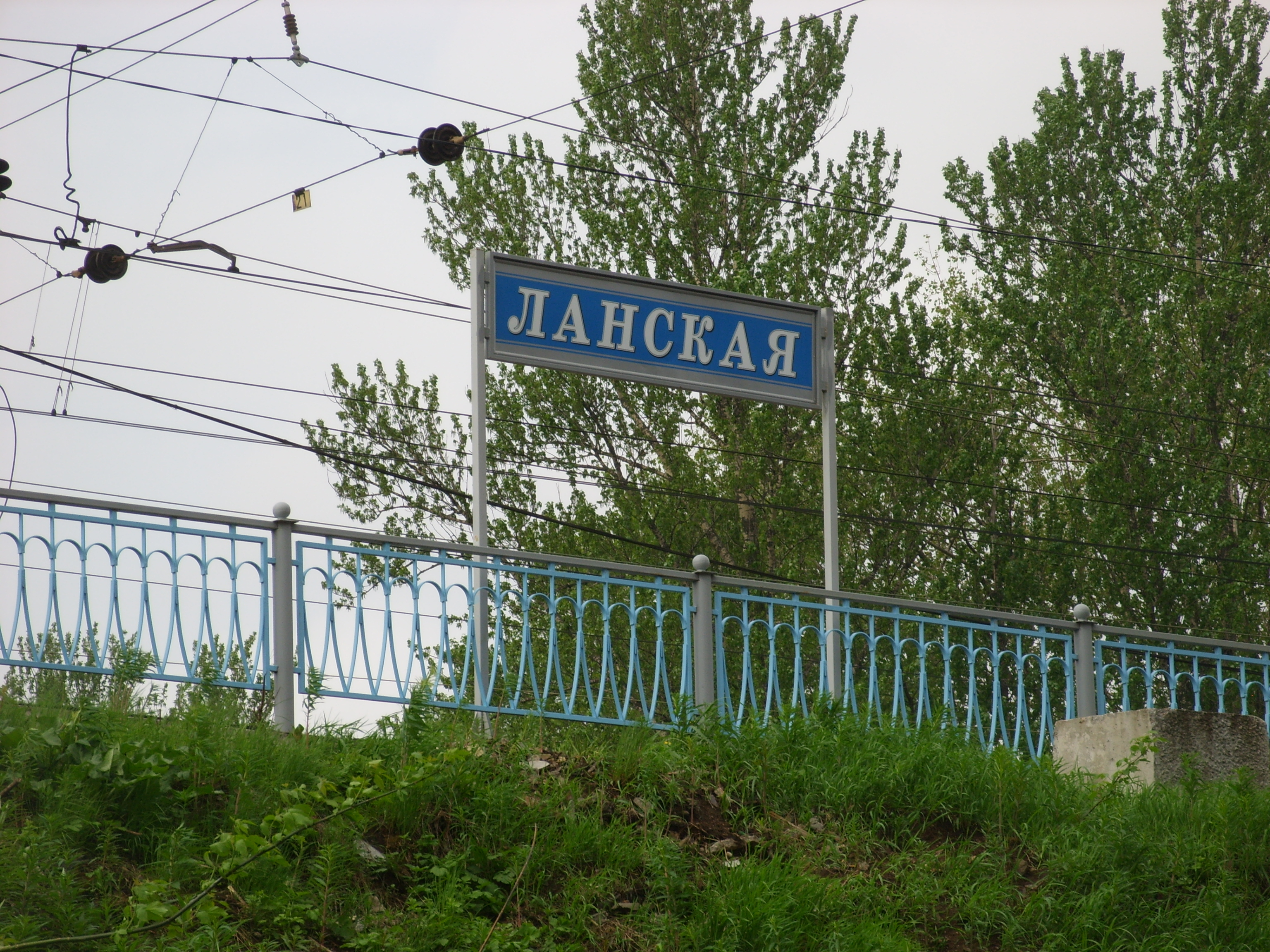
Указатель на платформе на Выборг, 2010 год
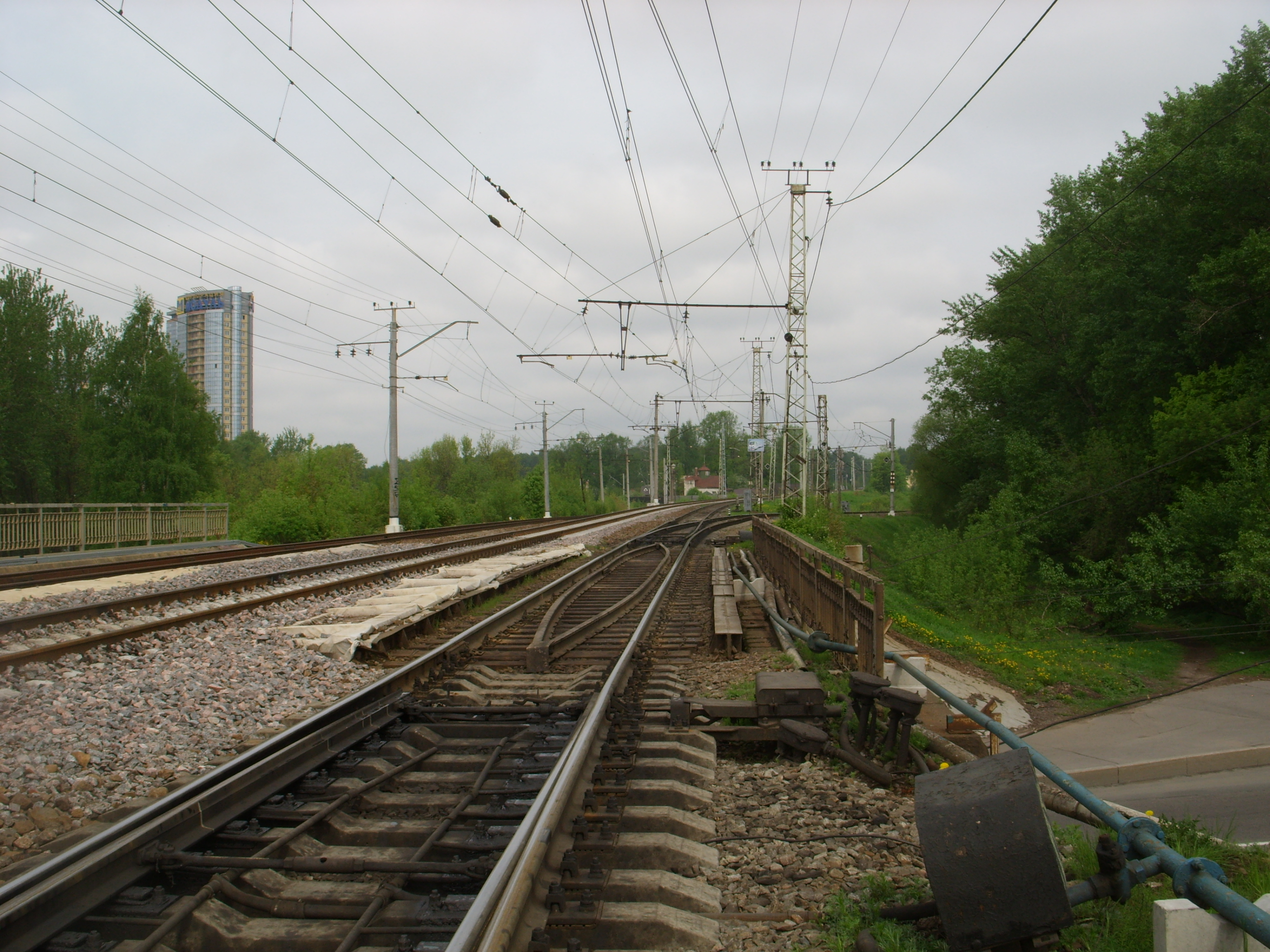
Пути по путепроводу над Ланским шоссе. За путепроводом вправо отходит и начинает уходить вниз нечётный путь на Сестрорецк. Крайний левый путь — чётный из Сестрорецка
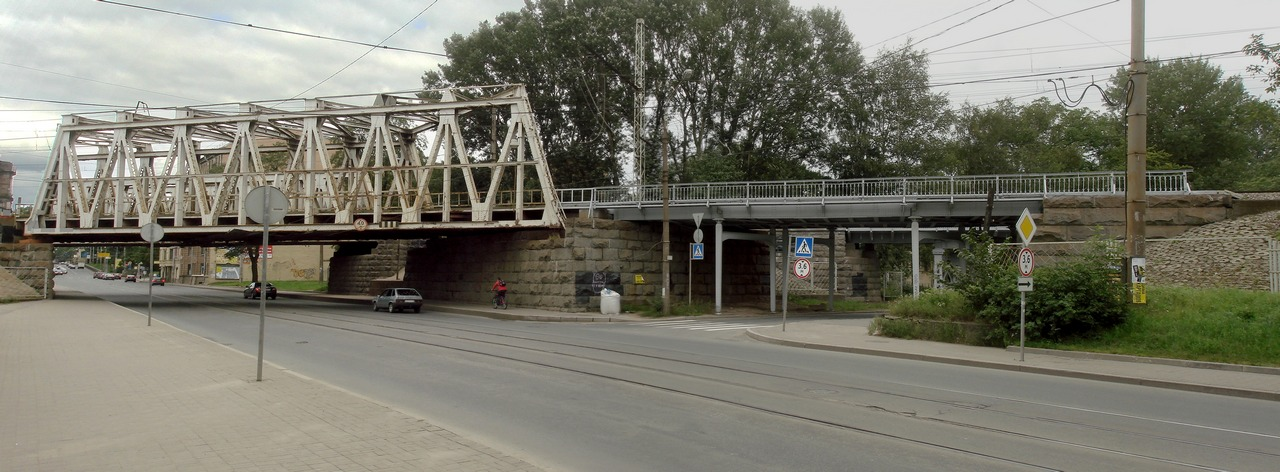
Мосты через Большой Сампсониевский проспект и Институтский переулок в южной стороне станции